# جيف واتسون (أكاديمي)
جيف واتسون هو أكاديمي كندي، ولد في 26 مارس 1973 في كالغاري في كندا.